# Turdur
Turdur, Durtur, Duttur, Sirtur o Sirtir (sumeri: 𒀭𒁍𒁺) fou la deessa sumèria de la fertilitat (referida principalment a la terra). Era mare de Dumuzi i Geštinanna.